# Dianthus brutius
Dianthus brutius är en nejlikväxtart. Dianthus brutius ingår i släktet nejlikor, och familjen nejlikväxter.

## Underarter
Arten delas in i följande underarter:
- D. b. brutius
- D. b. pentadactyli